# Réserve naturelle d'Oust
La réserve naturelle d'Oust  est une réserve naturelle norvégienne qui est située dans la municipalité de Bærum dans le comté d'Akershus, au sud-est de Sandvika.

## Description
La réserve naturelle est située sur Ostøya dans le fjord intérieur d'Oslo. Le socle rocheux est constitué principalement de roches sédimentaires calcaires et de roches schisteuses de la période cambrien/silurien, entrecoupées de roches émagmatiques du permien.
La réserve se compose de plusieurs sous-zones. La plus grande est la dernière grande zone forestière restante qui est liée aux zones cambrosiluriennes basses, calcaires et chaudes en été dans le fjord intérieur d'Oslofjord. On y trouve environ 460 plantes différentes fossilisées, dont plusieurs ont une distribution très limitée en Norvège.
Dans la réserve, un certain nombre d'espèces rares, vulnérables et menacées ont été identifiées, comme le papillon Mélibée. La faune de la sous-zone de Ringerikshaugene est considérée comme unique dans un contexte national. 